# Nordmakedoniens damlandslag i fotboll
Nordmakedoniens damlandslag i fotboll representerar Nordmakedonien, 1991–2019 kallat Makedonien, i fotboll på damsidan. Landslaget spelade sin första match den 7 maj 2005 borta mot Kroatien. De har aldrig kvalat in till VM, OS eller EM-slutspelet.